# Dixième circonscription législative d'Estonie

Localisation de la circonscription

La dixième circonscription législative d'Estonie est une circonscription électorale estonienne. Cette circonscription se compose de la ville de Tartu. Elle est représentée par 8 sièges au Riigikogu.

## Résultats

### Années 2020

#### 2023
| Parti                  | Parti                                         | Voix   | %     | +/-   | Sièges | +/-           | A.S.c. |
| ---------------------- | --------------------------------------------- | ------ | ----- | ----- | ------ | ------------- | ------ |
|                        | Parti de la réforme d'Estonie (ERE)           | 17 627 | 35,92 | 1,34  | 3      | en stagnation | +1     |
|                        | Estonie 200 (E200)                            | 9 043  | 18,43 | 12,46 | 1      | 1             | -      |
|                        | Parti populaire conservateur d'Estonie (EKRE) | 7 138  | 14,55 | 2,49  | 1      | en stagnation | -      |
|                        | Parti social-démocrate (SDE)                  | 4 869  | 9,92  | 1,43  | 1      | en stagnation | -      |
|                        | Isamaa (IE)                                   | 4 219  | 8,60  | 3,48  | 0      | 1             | +1     |
|                        | Parti du centre d'Estonie (EKE)               | 3 600  | 7,34  | 6,26  | 0      | 1             | -      |
|                        | La Droite (P)                                 | 965    | 1,97  | Nv.   | 0      | en stagnation | -      |
|                        | Parti vert estonien (EER)                     | 821    | 1,67  | 0,42  | 0      | en stagnation | -      |
|                        | Parti de la gauche unie d'Estonie (EÜVP)      | 786    | 1,60  | 1,53  | 0      | en stagnation | -      |
|                        |                                               |        |       |       |        |               |        |
| Votes valides          | Votes valides                                 | 49 068 | 99,61 |       |        |               |        |
| Votes invalides        | Votes invalides                               | 195    | 0,39  |       |        |               |        |
| Total                  | Total                                         | 49 263 | 100   | -     | 6      | 1             | 2      |
| Abstentions            | Abstentions                                   | 24 193 | 32,93 |       |        |               |        |
| Inscrits/Participation | Inscrits/Participation                        | 73 456 | 67,07 |       |        |               |        |

| Parti | Parti | Députés                                                       |
| ----- | ----- | ------------------------------------------------------------- |
|       | ERE   | - Urmas Klaas - Yoko Alender - Ants Laaneots - Signe Kivi (C) |
|       | E200  | - Kristina Kallas                                             |
|       | EKRE  | - Jaak Valge                                                  |
|       | SDE   | - Heljo Pikhof                                                |
|       | IE    | - Tõnis Lukas (C)                                             |

### Années 2010

#### 2019
| Parti                  | Parti                                         | Voix   | %     | +/-   | Sièges | +/-           | A.S.c. |
| ---------------------- | --------------------------------------------- | ------ | ----- | ----- | ------ | ------------- | ------ |
|                        | Parti de la réforme d'Estonie (ERE)           | 15 504 | 34,58 | 1,21  | 3      | 1             | -      |
|                        | Parti populaire conservateur d'Estonie (EKRE) | 7 641  | 17,04 | 10,12 | 1      | 1             | +1     |
|                        | Parti du centre d'Estonie (EKE)               | 6 099  | 13,60 | 1,51  | 1      | en stagnation | -      |
|                        | Isamaa (IE)                                   | 5 416  | 12,08 | 2,35  | 1      | en stagnation | -      |
|                        | Parti social-démocrate (SDE)                  | 5 087  | 11,35 | 5,44  | 1      | en stagnation | -      |
|                        | Estonie 200 (E200)                            | 2 677  | 5,97  | Nv.   | 0      | en stagnation |        |
|                        | Parti vert estonien (EER)                     | 939    | 2,09  | 0,48  | 0      | en stagnation |        |
|                        | Parti libre d'Estonie (EVA)                   | 837    | 1,87  | 9,27  | 0      | 1             |        |
|                        | Parti de la biodiversité (EE)                 | 601    | 1,34  | Nv.   | 0      | en stagnation |        |
|                        | Parti de la gauche unie d'Estonie (EÜVP)      | 30     | 0,07  | 0,02  | 0      | en stagnation |        |
|                        |                                               |        |       |       |        |               |        |
| Votes valides          | Votes valides                                 | 44 831 | 99,51 |       |        |               |        |
| Votes invalides        | Votes invalides                               | 222    | 0,49  |       |        |               |        |
| Total                  | Total                                         | 45 053 | 100   | -     | 7      | 1             | 1      |
| Abstentions            | Abstentions                                   | 22 472 | 33,28 |       |        |               |        |
| Inscrits/Participation | Inscrits/Participation                        | 67 525 | 66,72 |       |        |               |        |

| Parti | Parti | Députés                                    |
| ----- | ----- | ------------------------------------------ |
|       | ERE   | - Urmas Klaas - Signe Kivi - Ants Laaneots |
|       | EKRE  | - Jaak Valge - Ruuben Kaalep (C)           |
|       | EKE   | - Aadu Must                                |
|       | IE    | - Tõnis Lukas                              |
|       | SDE   | - Heljo Pikhof                             |

#### 2015
| Parti                  | Parti                                         | Voix   | %     | +/-  | Sièges | +/-           | A.S.c. |
| ---------------------- | --------------------------------------------- | ------ | ----- | ---- | ------ | ------------- | ------ |
|                        | Parti de la réforme d'Estonie (ERE)           | 14 984 | 33,37 | 1,06 | 2      | 1             | +1     |
|                        | Parti social-démocrate (SDE)                  | 7 541  | 16,79 | 1,94 | 1      | en stagnation | +1     |
|                        | Parti du centre d'Estonie (EKE)               | 6 787  | 15,11 | 0,38 | 1      | en stagnation | -      |
|                        | Union Pro Patria et Res Publica (IRL)         | 6 478  | 14,43 | 9,88 | 1      | 1             | -      |
|                        | Parti libre d'Estonie (EVA)                   | 5 003  | 11,14 | Nv.  | 1      | 1             | +1     |
|                        | Parti populaire conservateur d'Estonie (EKRE) | 3 109  | 6,92  | 5,74 | 0      | en stagnation | -      |
|                        | Parti vert estonien (EER)                     | 725    | 1,61  | 2,04 | 0      | en stagnation | -      |
|                        | Parti de l'unité nationale (RÜE)              | 108    | 0,24  | Nv.  | 0      | en stagnation | -      |
|                        | Parti de l'indépendance estonienne (EIP)      | 39     | 0,09  | 0,65 | 0      | en stagnation | -      |
|                        | Parti de la gauche unie estonienne (EUV)      | 22     | 0,05  | Nv.  | 0      | en stagnation | -      |
|                        | Indépendants                                  | 111    | 0,25  | -    | 0      | en stagnation |        |
|                        |                                               |        |       |      |        |               |        |
| Votes valides          | Votes valides                                 | 44 907 | 99,40 |      |        |               |        |
| Votes invalides        | Votes invalides                               | 273    | 0,60  |      |        |               |        |
| Total                  | Total                                         | 45 180 | 100   | -    | 6      | 1             | 3      |
| Abstentions            | Abstentions                                   | 22 969 | 33,70 |      |        |               |        |
| Inscrits/Participation | Inscrits/Participation                        | 68 149 | 66,30 |      |        |               |        |

| Parti | Parti | Députés                                          |
| ----- | ----- | ------------------------------------------------ |
|       | ERE   | - Ants Laaneots - Anne Sulling - Urmas Klaas (C) |
|       | SDE   | - Mihkel Raud - Heljo Pikhof (C)                 |
|       | EKE   | - Aadu Must                                      |
|       | IRL   | - Margus Tsahkna                                 |
|       | EVA   | - Krista Aru - Jüri Adams (C)                    |

#### 2011
| Parti                  | Parti                                          | Voix   | %     | +/-  | Sièges | +/-           | A.S.c. |
| ---------------------- | ---------------------------------------------- | ------ | ----- | ---- | ------ | ------------- | ------ |
|                        | Parti de la réforme d'Estonie (ERE)            | 15 798 | 34,43 | 0,21 | 3      | en stagnation | -      |
|                        | Union Pro Patria et Res Publica (IRL)          | 11 156 | 24,31 | 2,61 | 2      | 1             | -      |
|                        | Parti social-démocrate (SDE)                   | 8 593  | 18,73 | 5,19 | 1      | en stagnation | -      |
|                        | Parti du centre d'Estonie (KESK)               | 7 106  | 15,49 | 0,71 | 1      | en stagnation | -      |
|                        | Les Verts (EER)                                | 1 674  | 3,65  | 4,47 | 0      | en stagnation | -      |
|                        | Union populaire estonienne (ERL)               | 542    | 1,18  | 2,49 | 0      | en stagnation | -      |
|                        | Parti de l'indépendance estonienne (EIP)       | 341    | 0,74  | Abs. | 0      | en stagnation | -      |
|                        | Parti russe en Estonie (VEE)                   | 242    | 0,53  | 0,35 | 0      | en stagnation | -      |
|                        | Parti des démocrates-chrétiens estoniens (EKD) | 153    | 0,33  | 0,90 | 0      | en stagnation | -      |
|                        | Indépendants                                   | 282    | 0,61  | -    | 0      | en stagnation |        |
|                        |                                                |        |       |      |        |               |        |
| Votes valides          | Votes valides                                  | 45 887 | 99,26 |      |        |               |        |
| Votes invalides        | Votes invalides                                | 342    | 0,74  |      |        |               |        |
| Total                  | Total                                          | 46 229 | 100   | -    | 7      | 1             | 0      |
| Abstentions            | Abstentions                                    | 24 739 | 34,86 |      |        |               |        |
| Inscrits/Participation | Inscrits/Participation                         | 70 968 | 65,14 |      |        |               |        |

| Parti | Parti | Députés                                        |
| ----- | ----- | ---------------------------------------------- |
|       | ERE   | - Urmas Kruuse - Laine Randjärv - Rait Maruste |
|       | IRL   | - Tõnis Lukas - Margus Tsahkna                 |
|       | SDE   | - Heljo Pikhof                                 |
|       | EKE   | - Aadu Must                                    |